# Implantat

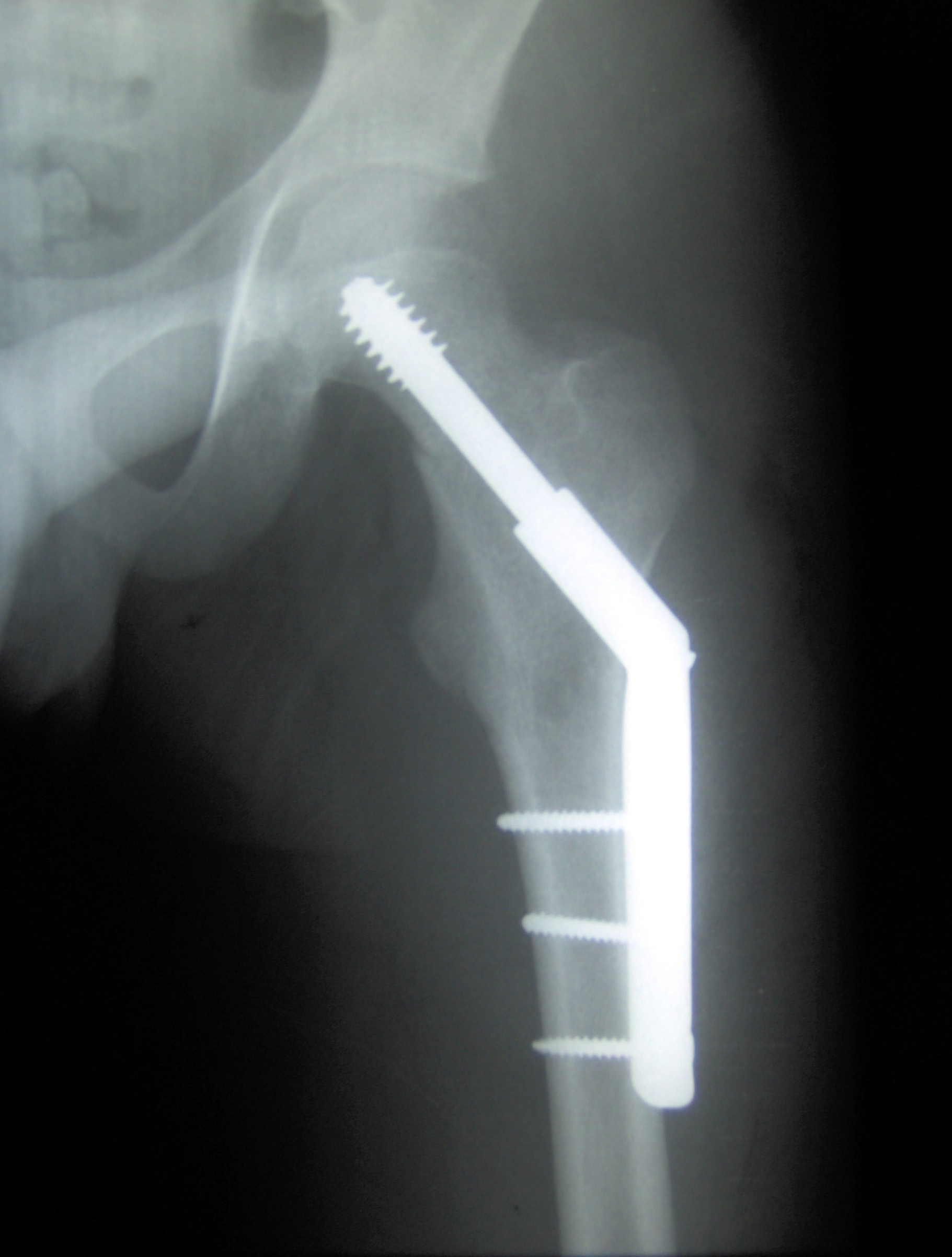
Röntgenaufnahme eines Hüftgelenks mit Implantat

Ein Implantat (von lateinisch in- ‚hinein‘ und plantare ‚pflanzen‘) ist ein im Körper eingepflanztes künstliches Material, das permanent oder zumindest für einen längeren Zeitraum dort verbleiben soll. Dabei unterscheidet man häufig nach medizinischen, plastischen und funktionellen Implantaten. Ein Implantat kann sensorische, neurologische, kardiovaskuläre, orthopädische, schmerzstillende, kontrazeptive und kosmetische Funktionen übernehmen. Im Gegensatz zum Implantat bzw. zur Endoprothese wird eine Exoprothese außen am Körper angebracht. 

## Medizinische Implantate
Sie haben die Aufgabe, Körperfunktionen zu unterstützen oder zu ersetzen. Je nach Funktion werden sie auch als implantierte Prothese bezeichnet. Bekannte Beispiele sind:
- Implantierbarer Kardioverter-Defibrillator (ICD)
- Herzschrittmacher (HSM)
- Stents und Gefäßprothesen
- Cochleaimplantat
- Retina-Implantat (Sehprothese)
- Tiefe Hirnstimulation
- Intraokularlinse (Ersatz der körpereigenen Linse z. B. im Rahmen der Operation des Grauen Stars)
- Implantate, die dazu dienen, ein Depot eines Arzneistoffs zu bilden (z. B. bei Kontrazeptiva). Diese werden nach Verbrauch ersetzt.
- verschiedene Formen des Gelenkersatzes
- in der Unfallchirurgie verwendete Materialien zur operativen Behandlung von Knochenbrüchen (Osteosynthese)
- In der Neurochirurgie werden individuelle Schädelrekonstruktionen aus Titan als Knochenersatz für Schädeldefekte nach Trepanation oder Resektion verwendet.
- Penisprothese
- Schließmuskelprothese
- Zahnimplantat (In der Zahnmedizin finden Implantate als Befestigungsanker für künstliche Zähne, Brücken oder Gebisse Anwendung)
- Hormonimplantat

## Plastische Implantate
Plastische Implantate werden in der plastischen Chirurgie zum Beispiel als Ersatz für zerstörte Körperteile oder auch als Vergrößerung von vorhandenen Körperteilen verwendet. Die bekanntesten Implantate sind Brustimplantate zur Brustvergrößerung.

## Funktionelle Implantate
Sie dienen z. B. der Überwachung von Tieren oder Menschen, indem RFID-Chips unter die Haut verpflanzt werden.
Ein Gericht in Sydney bestätigte zunächst, dass ein öffentliches Verkehrsunternehmen der australischen Stadt das eigenmächtige subkutane Einpflanzen des Chips einer Fahrkarte unter die Haut des Passagiers nicht akzeptieren muss. Der Fahrgast wurde im Berufungsverfahren Juni 2018 von der Strafe freigesprochen, muss jedoch die (höheren) Verfahrenskosten tragen.